# منصور ۲۰۴۱۶
سیارک ۲۰۴۱۶ (به انگلیسی: 20416 Mansour، نامگذاری:1998RR65) بیست هزار و چهارصد و شانزدهمین سیارک کشف شده‌است که در ۱۴ سپتامبر ۱۹۹۸ کشف شد.
قدر مطلق سیارک برابر ۱۹.۵ است.